# Дашивець Григорій Арсентійович
Григорій Арсентійович Дашивець (нар. 25 січня 1956, село Красноармійське, тепер село Новоселівка Слов'янського району Донецької області) — український діяч, голова колгоспу імені XXIІ з'їзду КПРС Слов'янського району Донецької області. Народний депутат України 1-го скликання.

## Біографія
Народився у селянській родині.
У 1973—1978 роках — студент Харківського зооветеринарного інституту, зооінженер.
У 1978—1980 роках — служба в Радянській армії.
У 1980—1981 роках — завідувач ферми колгоспу імені Мічуріна села Красноармійське Слов'янського району Донецької області.
Член КПРС.
У 1981—1985 роках — головний зоотехнік колгоспу імені XXIІ з'їзду КПРС Слов'янського району Донецької області.
З 1985 року — голова правління колгоспу імені XXIІ з'їзду КПРС (потім — колективного сільськогосподарського підприємства «Криничанське») Слов'янського району Донецької області.
18.03.1990 року обраний народним депутатом України, 2-й тур, 72,17 % голосів, 3 претендентів. Входив до групи «Земля і воля». Член Комісії ВР України з питань агропромислового комплексу.